# Stichopogon ammophilus
Stichopogon ammophilus är en tvåvingeart som beskrevs av Pavel Lehr 1975. Stichopogon ammophilus ingår i släktet Stichopogon och familjen rovflugor. Inga underarter finns listade i Catalogue of Life.